# Brigádník (Libčany)
Rybník Brigádník o rozloze vodní plochy 0,4 ha se nalézá v lese asi 0,6 km na severně od centra obce Libčany v okrese Hradec Králové. Rybníček je využíván pro chov ryb. V okolí rybníka byla nákladem obce Libčany vybudována naučná stezka "život ve vodě a v lese".

## Galerie

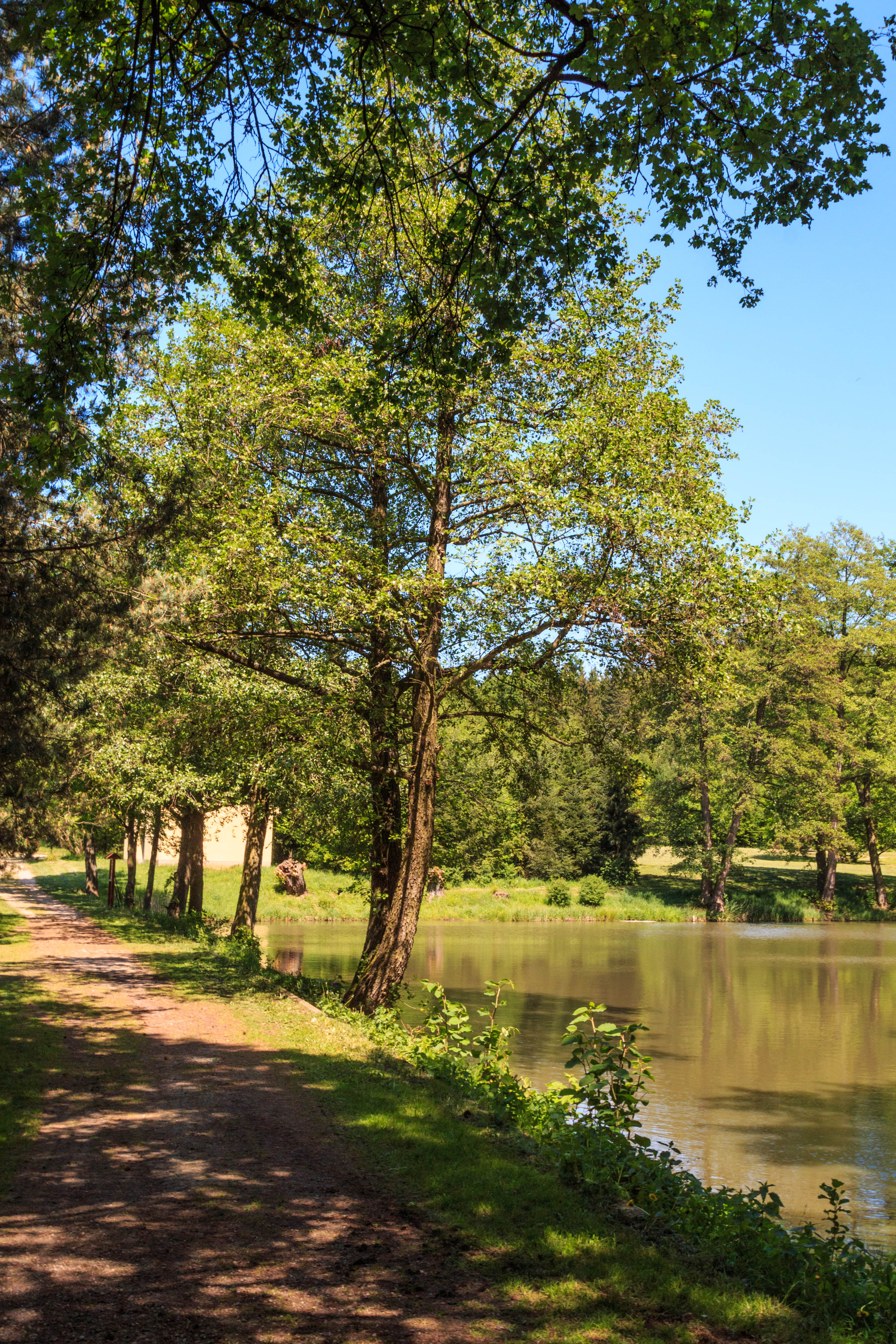
pohled na rybník Brigádník u Libčan
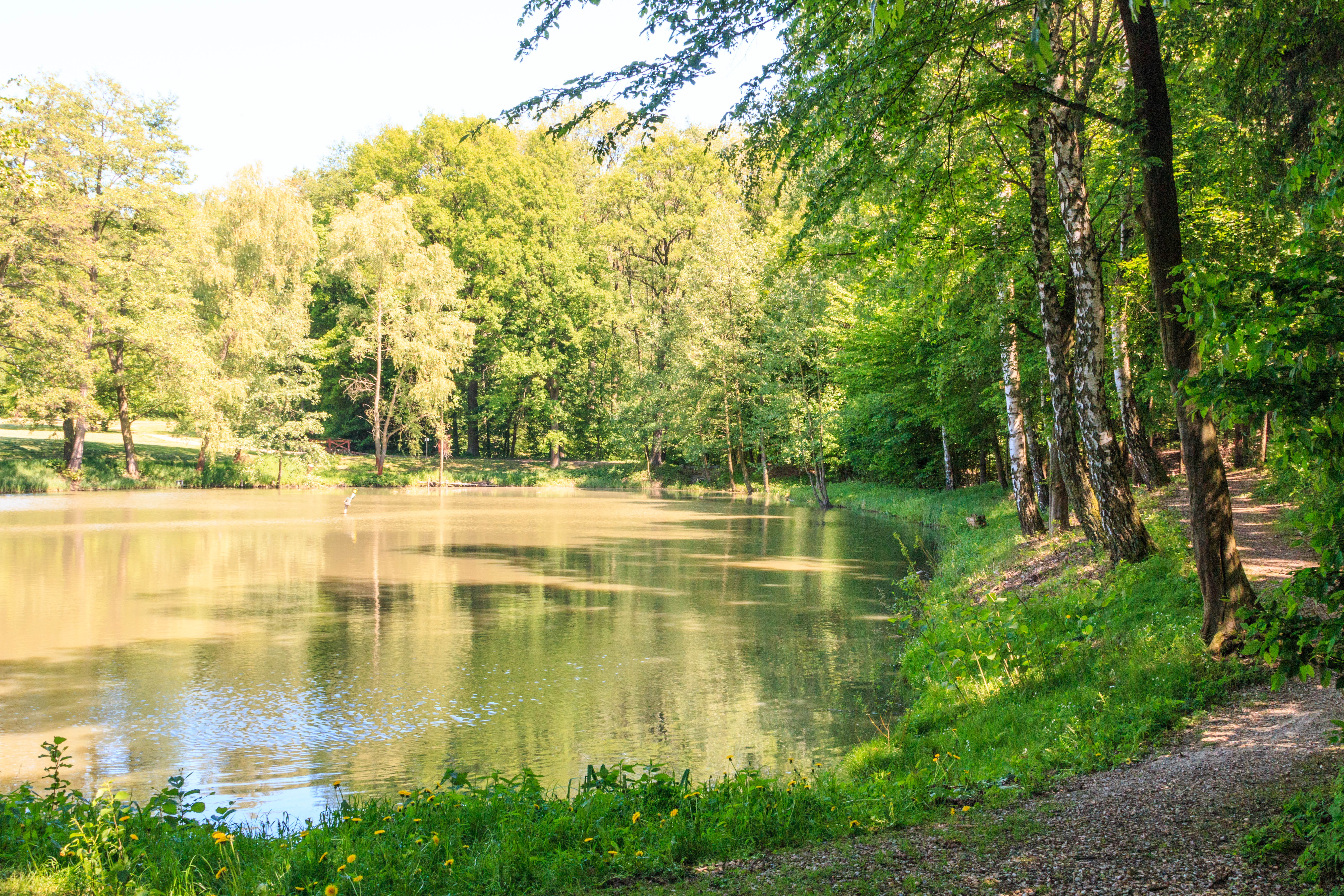
pohled na rybník Brigádník u Libčan
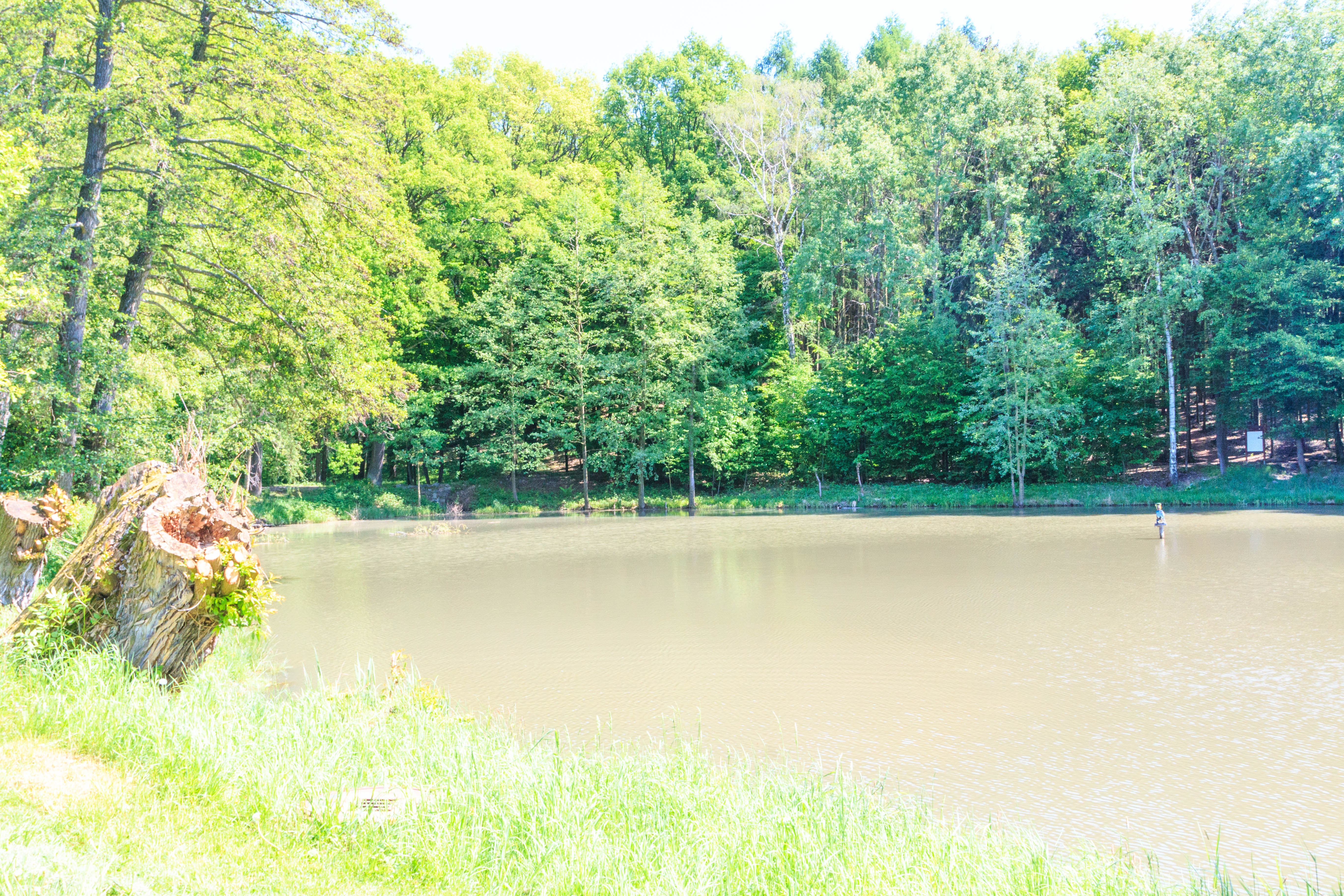
pohled na rybník Brigádník u Libčan